# 1 Warszawski Pułk Czerwonych Huzarów
1 Warszawski Pułk Czerwonych Huzarów – pułk kawalerii Armii Czerwonej złożony z Polaków.
Pułk sformowany został latem 1918 na terenie Moskiewskiego Okręgu Wojskowego, w składzie I, a następnie III Brygady Zachodniej Dywizji Strzelców, która 9 czerwca 1919 przemianowana została na 52 Dywizję Strzelców. Jednostka wzięła udział w wojnie domowej w Rosji po stronie bolszewików. Dowódcą pułku był Władysław Kolankowski, a komisarzem politycznym Ignacy Piwoń. 